# Thomas Lynedoch Graham
 (mars 2018).
Si vous disposez d'ouvrages ou d'articles de référence ou si vous connaissez des sites web de qualité traitant du thème abordé ici, merci de compléter l'article en donnant les références utiles à sa vérifiabilité et en les liant à la section « Notes et références ».
Pour les articles homonymes, voir Thomas Graham.
Thomas Lynedoch Graham (septembre 1860-mai 1940) est un homme politique, juge sud-africain qui est par intérim, de juin à août 1902, Premier ministre  de la Colonie du Cap en Afrique du Sud. 
Il remporte le tournoi de tennis d'Afrique du Sud en double en 1891.